# Aymane Mourid
Aymane Mourid (en arabe : أيمن موريد), né le 7 mai 2000 à Casablanca (Maroc), est un footballeur marocain jouant au poste de milieu de terrain.

## Biographie

### En club
Natif de Casablanca, il est formé à l'Académie Mohammed VI de football. Le 20 juin 2018, il s'engage dans le centre de formation du CD Leganés et évolue avec les U19.
En juillet 2019, il est promu avec l'équipe réserve du CD Leganés, évoluant alors au niveau amateur d'Espagne. Le 17 décembre, il fait ses débuts professionnels avec l'équipe première du CD Leganés en entrant en jeu à la 114e minute dans le cadre d'un match de Coupe d'Espagne contre le FC Andorre sous la houlette de l'entraîneur Javier Aguirre (match nul, 1-1). Un mois plus tard, il reçoit sa première titularisation contre le CD Ebro (victoire, 1-0). Le 23 mai 2020, le club lève l'option d'achat et intègre définitivement Mourid avec l'équipe première,.
Le 5 novembre 2020, il est prêté pour la durée d'une demi-saison au SCC Mohammédia en Botola Pro. Mourid doit attendre jusqu'au 2 janvier 2021 pour faire ses premières minutes avec le club dans le cadre d'un match de Coupe du Maroc contre le Rachad Bernoussi (victoire, 1-0). Au total, il y dispute un nombre de douze rencontres.
Le 29 juillet 2022, il s'engage pour deux saisons avec l'US Touarga, club fraîchement promu en première division et entraîné par Tarik Sektioui. Le 2 septembre, il fait ses débuts en étant titularisé contre le Difaâ Hassani d'El Jadida (défaite, 1-0).

### En sélection
En février 2018, il reçoit une convocation de Mustapha Madih pour un rassemblement avec le Maroc -19 ans, avec lequel il dispute une double confrontation contre les Émirats arabes unis.
En août 2019, il figure sur la liste de Jamal Sellami avec le Maroc -20 ans pour prendre part aux Jeux africains de 2019.
En fin de mois, le 28 août 2019, il est promu en catégorie et figure sur la liste des convoqués de Patrice Beaumelle du Maroc olympique pour une double confrontation contre le Mali olympique, entrant dans le cadre des éliminatoires de la CAN U23. Sur cette liste figurent également Achraf Hakimi, Noussair Mazraoui ou encore Youssef En-Nesyri.
En janvier 2023, il est sélectionné avec le Maroc A' pour prendre part au Championnat d'Afrique des nations de football en Algérie. En raisons de conflits politiques, la participation du Maroc (deux fois champions en titre) à cette compétition est annulée.

## Statistiques

### Statistiques détaillées
| Saison                | Club                  | Championnat                | Championnat | Championnat | Championnat | Coupe(s) nationale(s) | Coupe(s) nationale(s) | Coupe(s) nationale(s) | Compétition(s) continentale(s) | Compétition(s) continentale(s) | Compétition(s) continentale(s) | Compétition(s) continentale(s) | Maroc | Maroc | Maroc | Total | Total | Total |
| Saison                | Club                  | Division                   | M.          | B.          | P.d.        | M.                    | B.                    | P.d.                  | Comp.                          | M.                             | B.                             | P.d.                           | M.    | B.    | P.d.  | M.    | B.    | P.d.  |
| 2019-2020             | CD Leganés            | La Liga                    | -           | -           | -           | 2                     | 0                     | 0                     | -                              | -                              | -                              | -                              | -     | -     | -     | 2     | 0     | 0     |
| 2020-2021             | SCC Mohammédia (prêt) | Botola Pro                 | 10          | 0           | 0           | 2                     | 0                     | 0                     | -                              | -                              | -                              | -                              | -     | -     | -     | 12    | 0     | 0     |
| 2021-2022             | CD Leganés B          | Segunda Federación - Gr. I | -           | -           | -           | -                     | -                     | -                     | -                              | -                              | -                              | -                              | -     | -     | -     | 0     | 0     | 0     |
| 2022-2023             | US Touarga            | Botola Pro                 | 21          | 0           | 0           | -                     | -                     | -                     | -                              | -                              | -                              | -                              | -     | -     | -     | 21    | 0     | 0     |
| 2023-2024             | US Touarga            | Botola Pro                 | 16          | 0           | 0           | -                     | -                     | -                     | -                              | -                              | -                              | -                              | -     | -     | -     | 16    | 0     | 0     |
| Sous-total            | Sous-total            | Sous-total                 | 38          | 0           | 0           | -                     | -                     | -                     | -                              | -                              | -                              | -                              | -     | -     | -     | 38    | 0     | 0     |
| Total sur la carrière | Total sur la carrière | Total sur la carrière      | 50          | 0           | 0           | 4                     | 0                     | 0                     | -                              | -                              | -                              | -                              | 0     | 0     | 0     | 54    | 0     | 0     |

## Famille
Aymane Mourid est le grand frère du gardien Taha Mourid.